# Étang de La Capelle
L’étang de La Capelle est un impluvium de 42 hectares situé sur le territoire de la commune de La Capelle-et-Masmolène. Il est remarquable par sa biodiversité. En effet, il constitue une très rare étendue d’eau dans les garrigues gardoises, ce qui en fait un lieu recherché par de nombreux animaux.

## Faune
La faune de l’étang de La Capelle a été étudiée par de nombreux naturalistes depuis 1970.

### Oiseaux
Les études de la faune avienne ont permis d’identifier 155 espèces d’oiseaux, parmi lesquelles 34 sont très rares et 3 sont classées prioritaires (butor étoilé, fuligule nyroca, râle des genêts).

### Mammifères
Plusieurs espèces de chauve-souris.